# Loon Lake n.º 561
Loon Lake n.º 561 es un municipio rural canadiense situado en la provincia de Saskatchewan.

## Superficie
Loon Lake n.º 561 tiene una superficie de 3148,06 km².

## Demografía
En 2021, tenía 836 habitantes, una densidad poblacional de 0,3 hab./km², y 697 viviendas.